# Cancrinia karataviensis
Cancrinia karataviensis là một loài thực vật có hoa trong họ Cúc. Loài này được (Regel & Schmalh.) Poljakov mô tả khoa học đầu tiên năm 1959.